# Piazza Brembana
Piazza Brembana là một đô thị ở tỉnh Bergamo, vùng Lombardia, Italia. Đô thị này có diện tích 6,5 km2, dân số thời điểm cuối năm 2004 là 1214 người .
Piazza Brembana giáp các đô thị sau: Camerata Cornello, Cassiglio, Lenna, Olmo al Brembo, Piazzolo, Valnegra.